# Moïse Kahlemue
Moïse Kahlemue est un joueur français de volley-ball né le 6 novembre 1988. Il mesure 1,95 m et joue central. 

## Clubs
| Club                 | Pays   | De        | À         |
| -------------------- | ------ | --------- | --------- |
| Spacer's de Toulouse | France | 2006-2007 | 2007-2008 |
| Paris Volley         | France | 2008-2009 | …         |

## Palmarès
- Championnat de France (1)
  - Vainqueur : 2009